# Melanocephala cubensis
Melanocephala cubensis är en svampart som beskrevs av Hol.-Jech. 1988. Melanocephala cubensis ingår i släktet Melanocephala, divisionen sporsäcksvampar och riket svampar.   Inga underarter finns listade i Catalogue of Life.